# 穆罕默德·阿卜杜勒王子
穆罕默德·阿卜杜勒王子（鄂圖曼土耳其語：‎；1878年1月16日—1944年3月16日），是奥斯曼帝国苏丹阿卜杜勒-哈米德二世的第三子，帝国解体后随家族流亡海外(先前往匈牙利首都布達佩斯，後往保加利亞的首都索菲亞)。